# 刘锡 (明朝)
劉錫（1524年—1571年），字德純，號钝菴，直隸廣平府雞澤縣人，明朝政治人物。

## 生平
嘉靖二十五年（1546年）順天府鄉試第一百七名舉人。嘉靖二十六年（1547年）聯捷丁未科會試第二百七名，登第三甲第一百九十六名進士。改庶吉士，送翰林院读书。二十八年十月授山西道监察御史，三十二年巡按山东，嘉靖三十三年（1554年）出任浙江紹興府知府。三十四年因御史钱鲸被倭寇所杀，被趙文華弹劾，逮入京师问罪，发充山西鴈門边卫军。穆宗嗣位，始赦归田里，寻复其官。

## 家族
曾祖劉禹；祖父劉仲良；父劉雷，母李氏。具庆下。兄劉怡。